# Luke Kuechly
Luke August Kuechly (* 20. April 1991 in Cincinnati, Ohio) ist ein ehemaliger amerikanischer American-Football-Spieler auf der Position des Middle Linebackers. Er spielte von 2012 bis 2019 für die Carolina Panthers in der National Football League (NFL). Kuechly wurde siebenmal in Folge für den Pro Bowl nominiert und gilt als einer der besten Linebacker seiner Zeit. Luke Kuechly ist deutsch-amerikanischer Abstammung.

## Karriere

### College
Ab 2009 besuchte Kuechly das Boston College, wo er bis 2011 College Football für die Eagles spielte. Nachdem er in seinen drei College-Jahren mehrere Rekorde brach (vor allem dank einer überragenden Abschlusssaison) und mehrere Preise gewann (z. B. den Butkus Award und die Jack Lambert Trophy), ging er als eines der vielversprechendsten Talente in den NFL Draft 2012.
Nach seiner aktiven Karriere wurde er 2023 in die College Football Hall of Fame aufgenommen.

### NFL
Luke Kuechly wurde bereits in der ersten Runde als neunter Spieler (und als erster Linebacker) von den Carolina Panthers ausgewählt, für die er ab der Saison 2012 spielte. In seiner Rookie-Saison wurde Kuechly zum NFL Defensive Rookie of the Year gewählt. In seiner zweiten Saison 2013 wurde er zum Defensive Player of the Year gewählt. Luke Kuechly unterschrieb bei den Panthers einen Vierjahresvertrag über 12,58 Millionen US-Dollar. Er erreichte 2016 mit den Carolina Panthers den Super Bowl 50, in dem sie jedoch den Denver Broncos unterlagen.
Mit konstanten Leistungen auf höchstem Niveau (so erzielte er in der Saison 2018 die ligaweit drittmeisten Tackles für Raumverlust) verdiente er sich sieben Pro-Bowl-Nominierungen in Folge.
Nach der Saison 2019 gab Kuechly bekannt, seine Karriere zu beenden.